# Harelbeke

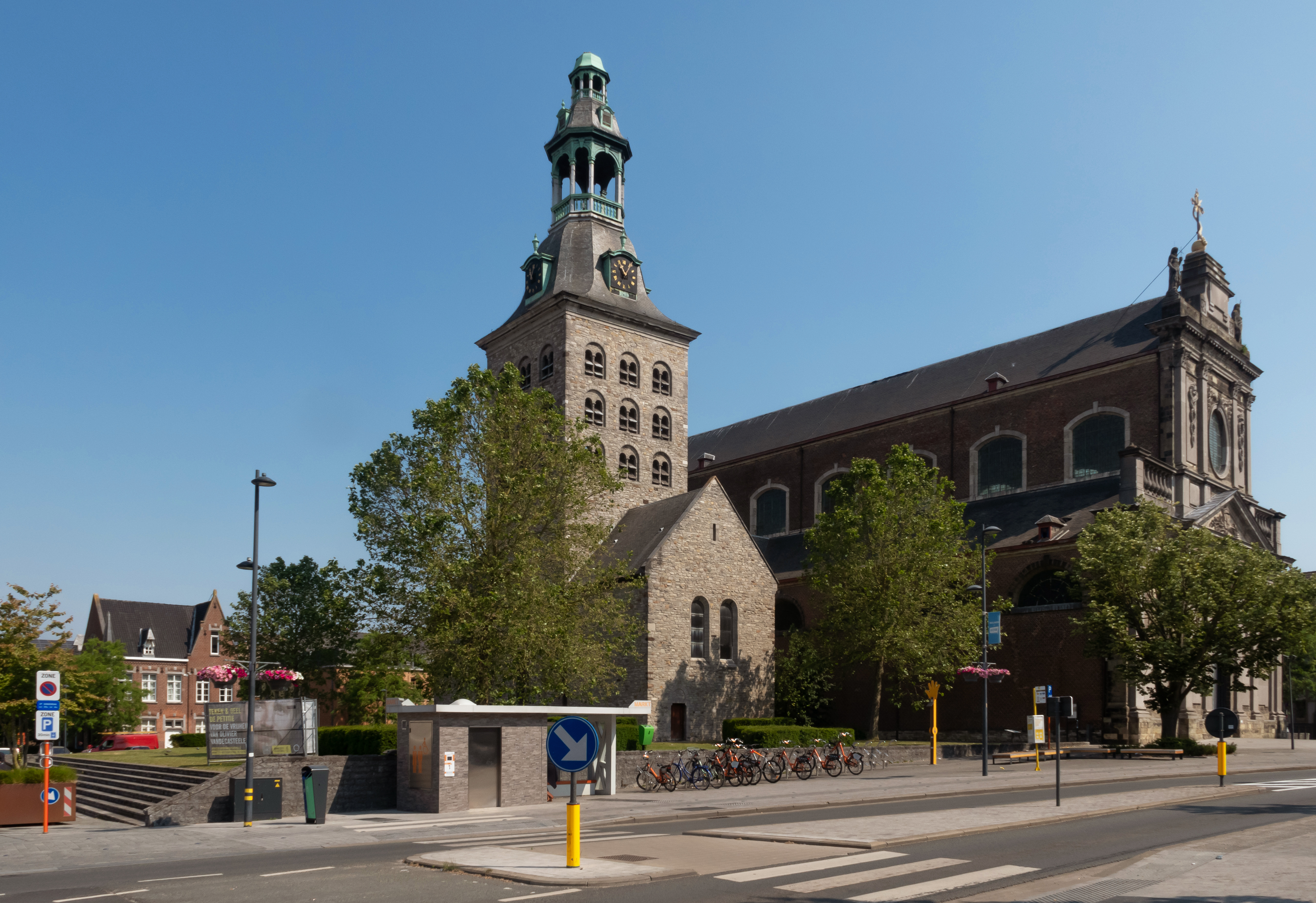
Harelbeke, Kirche: die Sint-Salvatorkerk

Harelbeke ist eine belgische Stadt mit 29.904 Einwohnern (Stand 1. Januar 2024) in der Provinz Westflandern.

## Geographie
Die Stadt liegt an der Leie und grenzt unmittelbar an die südlich gelegene Stadt Kortrijk. Neben der Kernstadt besteht sie noch aus den beiden Stadtteilen Bavikhove und Hulste.
Gent liegt 35 Kilometer (km) nordöstlich, Brügge 37 km nördlich und Brüssel etwa 72 km östlich.

## Verkehr
Die nächsten Autobahnabfahrten befinden sich bei Deerlijk und Kortrijk an der A14/E17.
Harelbeke besitzt einen Regionalbahnhof an der Bahnlinie Lille-Kortrijk-Harelbeke-Gent; weitere befinden sich u. a. in Anzegem, Waregem, Izegem und Kortrijk.
Bei der französischen Großstadt Lille befindet sich ein Regionalflughafen und bei der belgischen Hauptstadt Brüssel gibt es einen internationalen Flughafen.

## Wirtschaft
Im Ortsteil Hulste hat das Unternehmen Agristo, einer der größten europäischen Hersteller von Pommes frites, seinen Hauptsitz.

## Sehenswürdigkeiten
- Sankt-Salvator-Kirche (Architekt Laurent-Benoît Dewez, 18. Jahrhundert)
- Sankt-Rita-Kirche, Zandberg
- Alter Bahnhof
- Englischer Soldatenfriedhof
- Museum Peter Benoit in seinem Geburtshaus
- Pfeifen- und Tabaksmuseum
- Vinkensportmuseum (der Vinkensport ist ein in Flandern verbreiteter Gesangswettbewerb zwischen in Käfigen gehaltenen Buchfinken)
- Naherholungsgebiet De Gavers, dort unter anderem die Koutermolen, eine restaurierte Kornmühle
- Naturschutzgebiet Alter Leiearm

Im Ortsteil Hulste:
- Die Muizelmolen, eine Windmühle (1799–1840)
- Sankt-Peters-Kirche im neugotischen Stil um 1906 erbaut nach Plänen des Architekten Carette aus Kortrijk. Ihre Barockorgel wurde 1736 von Corneille Cacheux (1687–1738) geschaffen und 2006 restauriert.
- Diverse alte Bauernhöfe wie der Kasteelhof und der Vrijlegemhoeve.

## Sport
In Harelbeke ist Start und Ziel des Radrennens E3-Preis Flandern, das jährlich eine Woche vor der Flandern-Rundfahrt durchgeführt wird. Die Streckenlänge beträgt etwa 210 km.

## Söhne und Töchter der Stadt
- Peter Benoit (1834–1901), Komponist
- Léopold-Albert Matton (1901–1982), Radrennfahrer
- Julien Delbecque (1903–1977), Radrennfahrer
- André Defoort (1914–1972), Radrennfahrer
- Christian Callens (* 1947), Radrennfahrer
- Geert Malfait (1953–2021), Radrennfahrer, geboren in Bavikhove
- Peter Ronsse (* 1980), Radrennfahrer

## Städtepartnerschaften
Harelbeke hat seit vielen Jahren eine enge Städtepartnerschaft mit dem Mittelmoselort Kinheim.